# Mirina fenzeli
Mirina fenzeli là một loài bướm đêm thuộc họ Mirinidae. Nó được tìm thấy ở Tứ Xuyên tới vùng núi của miền trung Trung Quốc.